# ملاح

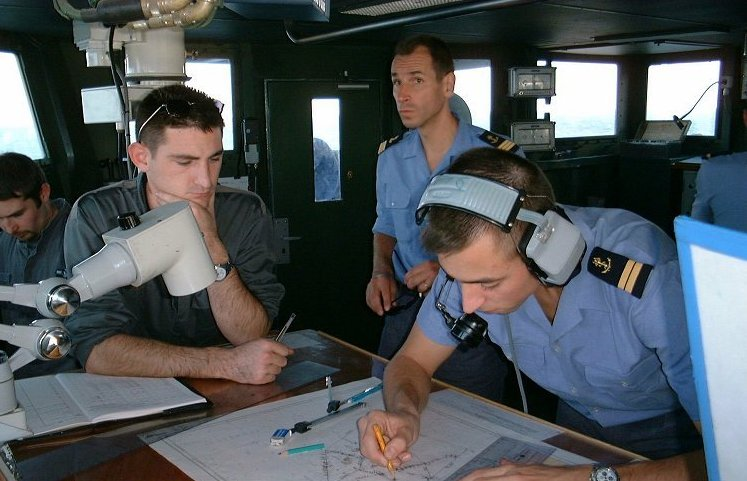

الملاح هو المسؤول عن توجيه المركبات، سواء طائرات أو سفن أو سيارات، من مكان لآخر والقدرة على تحديد مكانها في أي وقت، والملاح معناه ربان السفينة.

## نبذة تاريخية
أول من اكتشف علم الملاحة هم الفينيقيون والملاح معناه ربان السفينة وكلمة الملاحة (بالإنجليزية: navigation)‏ مشتقة من كلمة لاتينية وهي navis ومعناها السفينة وكلمة agree ومعناها يوجه.

## أنواع الملاحة
1. ملاحة برية: تستخدم في سباق السيارات في الصحراء وخلال رحلات الصيد والاستكشافات البرية.
2. ملاحة بحرية: تستخدم مع القطع البحرية لتوجيهها من مكان لآخر.
3. ملاحة جوية: هي علم توجيه الطائرة من مكان لآخر والقدرة على تحديد مكانها في أي وقت أثناء الطيران وهي أصعب أنواع الملاحة.

### مهام ودور الملاحة في القوات الجوية:
1. معرفة مكان الطائرة في أي وقت أثناء الطيران
2. ضمان وصول الطائرات لأهدافها في الوقت والمكان المحددين بأمان مع تحقيق أكبر نسبة نجاح
3. اختيار التسليح وأسلوب الاستخدام المناسب للطلعة لضمان تحقيق أكبر نسبة نجاح للمهام المكلفة بها
4. عمل حسابات الوقود التي تضمن بقاء الطائرة أطول فترة في الجو
5. توجيه الطائرات الي أهدافها في الجو
6. اتخاذ الإجراءات لتامين الطائرات ضد وسائل الدفاع الجوي المعادي أثناء تنفيذ مهامها في الذهاب والعودة
7. متابعة حالة الجو والارصاد التي تحقق أفضل نجاح للطلعة الجوية
8. عمل الحسابات التكتيكية في إسقاط المظليين
9. عمل الحسابات لقذف القنابل والصواريخ في الطائرات القاذفة

هناك خمس طرق للملاحة وهي:

## طرق الملاحة
1. الملاحة بالرؤية.
2. الملاحة التقديرية.
3. الملاحة اللاسلكية.
4. الملاحة الفلكية.
5. الملاحة بالأقمار الصناعية.

## الملاحة الجوية
عندما نطير من نقطة لأخرى أو من مكان لآخر فإننا نحتاج:
معرفة مكاننا لكن ليس هناك إشارات أو أي أحد لكي نسأله عن الطريق لهذا نستخدم علم يسمى علم الملاحة.
لكن الفرق بين الملاحة الجوية وأي ملاحة أخرى أنك تطير بسرعات عالية جداً ولا تستطيع أن تتوقف في الجو وتريد أن تعرف مكانك لهذا فإنها صعبة جداً ومهمة جداً.

### الملاحة بالرؤية
إحدى طرق الملاحة التي تستخدم الرؤية حيث يتم النظر للمعالم الأرضية والمقارنة بينها وبين الخريطة ومنها أعرف مكاني:

### الملاحة التقديرية
هي باختصار:
- عندما تسير بسيارتك بسرعة 100 كم/ساعة لمسافة 50 كم– فما هو الوقت الذي سوف تستغرقه لتقطع هذه المسافة؟ الحل: نصف ساعة
- عندما تطير من مكان لآخر يوجد رياح تؤثر فيك وتسبب انحرافك

ولهذا سوف تطير منحرفاً في الاتجاه العكسي لكى تسير على نفس خط سيرك للمكان المتوجه إليه

### الملاحة اللاسلكية
هناك منارة لاسلكية مكانها معروف ولهذا أستطيع أن أعرف مكاني بالنسبة لها.
أنا على اتجاه 270o ومسافة 25 كم من هذه المنارة اللاسلكية ولهذا أعرف مكاني.

### الملاحة الفلكية
وتتم باستخدام النجوم في السماء التي تظهر في وقت محدد في السنة وأحدد مكاني بالنسبة لها مثل استخدام النجم القطبي لمعرفة اتجاه الشمال.

### الملاحة بالأقمار الصناعية
هناك أحد الأنظمة التي تستخدم الأقمار الصناعية وهي جي بي إس، ماذا تعرف عن هذا النظام؟
هو نظام يتكون من 24 قمر صناعي يدورون حول الأرض يتم معرفة المكان باستخدام 4 أقمار على الأقل عن طريق معرفة الإحداثيات.
قسم العلماء الأرض إلى خطوط طول ودوائر عرض لتسهيل معرفة مكانك. 
هناك 360 خطوط طول و180 دائرة عرض.

## أصل الكلمة اللغوي
مَلَّاح: بَائِعُ المِلْحِ مَلاَّحُو الْجَوِّ: العَامِلُونَ فِي مَجَالِ الطَّيَرَانِ، رَبَابِنَةُ الطَّائِرَةِ مَلاَّحُ السَّفِينَةِ: النُّوتِيُّ، أَيْ مَنْ يَعْمَلُ فِي السَّفِينَةِ، رُبَّانُهَا.